# 구글 시트
구글 시트(Google Sheets)는 구글이 제공하는 무료 웹 애플리케이션 구글 독스 편집기 제품군의 일부로서 포함된 스프레드시트 프로그램이다. 구글 시트는 웹 애플리케이션, 모바일 앱으로 이용 가능하다.(안드로이드, iOS, 마이크로소프트 윈도우, 블랙베리 OS용) 구글 크롬OS에서는 데스크톱 애플리케이션으로 이용 가능하다. 이 앱은 마이크로소프트 엑셀 파일 포맷과 호환된다. 이 앱은 사용자들이 다른 사용자들과 실시간으로 협업하면서 온라인으로 파일을 만들고 편집할 수 있게 한다.

## 같이 보기
- 구글 슬라이드
- 구글 문서도구